# 11 août aux Jeux olympiques d'été de 2012
Le samedi 11 août aux Jeux olympiques d'été de 2012 est le dix-huitième jour de compétition.

## Programme
| Heure UTC+1 (Londres)                         |               |
| bleu                                          | Cérémonie     |
| neutre                                        | Épreuve       |
| or                                            | Finale        |
| orange                                        | Petite finale |
| rose                                          | Reporté       |
| gris                                          | Annulé        |
| Compétition masculine                         | Hommes        |
| Compétition féminine                          | Femmes        |
| Compétition mixte (hommes et femmes mélangés) | Mixte         |
| Compétition en couple (1 homme et 1 femme)    | Couple        |
| modifier                                      |               |

| Horaire  | Discipline Spécialité | Discipline Spécialité                                 | Discipline Spécialité | Phase                        | Résultats                                                                     | Références |
| -------- | --------------------- | ----------------------------------------------------- | --------------------- | ---------------------------- | ----------------------------------------------------------------------------- | ---------- |
| 8 h 30   |                       | Hockey sur gazon Tournoi masculin                     | Compétition hommes    | Classement 11e et 12e places | Afrique du Sud 3 - 2 Inde                                                     | [ 1 ]      |
| 8 h 45   |                       | Pentathlon moderne Épreuve d'escrime                  | Compétition hommes    | Épreuve                      | -                                                                             | -          |
| 9 h 00   |                       | Taekwondo Poids lourd (+ de 67 kg)                    | Compétition femmes    | Tour préliminaire            | -                                                                             | -          |
| 9 h 15   |                       | Taekwondo Poids lourd (+ de 80 kg)                    | Compétition hommes    | Tour préliminaire            | -                                                                             | -          |
| 9 h 30   |                       | Athlétisme 50 km marche                               | Compétition hommes    | Finale                       | Sergey Kirdyapkin (RUS) · Jared Tallent (AUS) · Si Tianfeng (CHN)             | [ 2 ]      |
| 9 h 30   |                       | Canoë-kayak en eau calme K1 200 mètres                | Compétition hommes    | Finale                       | Ed McKeever (GBR) · Saúl Craviotto (ESP) · Mark de Jonge (CAN)                | [ 3 ]      |
| 9 h 47   |                       | Canoë-kayak en eau calme C1 200 mètres                | Compétition hommes    | Finale                       | Yuriy Cheban (UKR) · Jevgenij Shuklin (LTU) · Ivan Shtyl (RUS)                | [ 4 ]      |
| 10 h 00  |                       | Plongeon Haut-vol à 10 mètres                         | Compétition hommes    | Demi-finales                 | -                                                                             | -          |
| 10 h 14  |                       | Canoë-kayak en eau calme K1 200 mètres                | Compétition femmes    | Finale                       | Lisa Carrington (NZL) · Inna Osypenko (UKR) · Natasa Dusev-Janics (HUN)       | [ 5 ]      |
| 10 h 41  |                       | Canoë-kayak en eau calme K2 200 mètres                | Compétition hommes    | Finale                       | Russie · Biélorussie · Grande-Bretagne                                        | [ 6 ]      |
| 11 h 30  |                       | Hockey sur gazon Tournoi masculin                     | Compétition hommes    | Classement 5e et 6e places   | Espagne 2 - 5 Belgique                                                        | [ 7 ]      |
| 11 h 30  |                       | Volley-ball Tournoi féminin                           | Compétition femmes    | Petite finale                | Japon 3 - 0 Corée du Sud                                                      | [ 8 ]      |
| 12 h 00  |                       | Voile Elliott 6m                                      | Compétition femmes    | Petite finale                | Finlande                                                                      | [ 9 ]      |
| 12 h 30  |                       | VTT Cross-country                                     | Compétition femmes    | Finale                       | Julie Bresset (FRA) · Sabine Spitz (GER) · Georgia Gould (USA)                | [ 10 ]     |
| 13 h 00* |                       | Lutte Moins de 60 kg libre                            | Compétition hommes    | Qualification                | -                                                                             | -          |
| 13 h 00* |                       | Lutte Moins de 84 kg libre                            | Compétition hommes    | Qualification                | -                                                                             | -          |
| 13 h 00* |                       | Lutte Moins de 120 kg libre                           | Compétition hommes    | Qualification                | -                                                                             | -          |
| 13 h 05  |                       | Voile Elliott 6m                                      | Compétition femmes    | Finale                       | Espagne · Australie                                                           | [ 11 ]     |
| 13 h 20  |                       | Pentathlon moderne Épreuve de natation                | Compétition hommes    | Épreuve                      | -                                                                             | -          |
| 13 h 30  |                       | Gymnastique rythmique Concours individuel             | Compétition femmes    | Phase finale - Rotation 1    | -                                                                             | -          |
| 13 h 30* |                       | Lutte Moins de 60 kg libre                            | Compétition hommes    | Huitièmes de finale          | -                                                                             | -          |
| 13 h 30* |                       | Lutte Moins de 84 kg libre                            | Compétition hommes    | Huitièmes de finale          | -                                                                             | -          |
| 13 h 30* |                       | Lutte Moins de 120 kg libre                           | Compétition hommes    | Huitièmes de finale          | -                                                                             | -          |
| 14 h 03  |                       | Gymnastique rythmique Concours individuel             | Compétition femmes    | Phase finale, Rotation 2     | -                                                                             | -          |
| 14 h 30* |                       | Lutte Moins de 60 kg libre                            | Compétition hommes    | Quarts de finale             | -                                                                             | -          |
| 14 h 30* |                       | Lutte Moins de 84 kg libre                            | Compétition hommes    | Quarts de finale             | -                                                                             | -          |
| 14 h 30* |                       | Lutte Moins de 120 kg libre                           | Compétition hommes    | Quarts de finale             | -                                                                             | -          |
| 14 h 37  |                       | Gymnastique rythmique Concours individuel             | Compétition femmes    | Phase finale, Rotation 3     | -                                                                             | -          |
| 15 h 00  |                       | Football Tournoi masculin                             | Compétition hommes    | Finale                       | Brésil 1 - 2 Mexique                                                          | [ 12 ]     |
| 15 h 00* |                       | Lutte Moins de 60 kg libre                            | Compétition hommes    | Demi-finales                 | -                                                                             | -          |
| 15 h 00* |                       | Lutte Moins de 84 kg libre                            | Compétition hommes    | Demi-finales                 | -                                                                             | -          |
| 15 h 00* |                       | Lutte Moins de 120 kg libre                           | Compétition hommes    | Demi-finales                 | -                                                                             | -          |
| 15 h 00  |                       | Taekwondo Poids lourd (+ de 67 kg)                    | Compétition femmes    | Quart de finale              | -                                                                             | -          |
| 15 h 10  |                       | Gymnastique rythmique Concours individuel, Rotation 4 | Compétition femmes    | Finale                       | Evguenia Kanaïeva (RUS) · Daria Dmitrieva (RUS) · Liubou Charkashyna (BLR)    | [ 13 ]     |
| 15 h 15  |                       | Taekwondo Poids lourd (+ de 80 kg)                    | Compétition hommes    | Quarts de finale             | -                                                                             | -          |
| 15 h 20  |                       | Pentathlon moderne Épreuve d'équitation               | Compétition hommes    | Épreuve                      | -                                                                             | -          |
| 15 h 30  |                       | Hockey sur gazon Tournoi masculin                     | Compétition hommes    | Petite finale                | Australie 3 - 1 Grande-Bretagne                                               | [ 14 ]     |
| 17 h 00  |                       | Athlétisme 20 km marche                               | Compétition femmes    | Finale                       | Elena Lashmanova (RUS) · Olga Kaniskina (RUS) · Qieyang Shenjie (CHN)         | [ 15 ]     |
| 17 h 00  |                       | Basket-ball Tournoi féminin                           | Compétition femmes    | Petite finale                | Australie 83 - 74 Russie                                                      | [ 16 ]     |
| 17 h 00  |                       | Handball Tournoi féminin                              | Compétition femmes    | Petite finale                | Corée du Sud 29 - 31 (AP) Espagne                                             | [ 17 ]     |
| 17 h 00  |                       | Taekwondo Poids lourd (+ de 67 kg)                    | Compétition femmes    | Demi-finales                 | -                                                                             | -          |
| 17 h 15  |                       | Taekwondo Poids lourd (+ de 80 kg)                    | Compétition hommes    | Demi-finales                 | -                                                                             | -          |
| 18 h 30  |                       | Lutte Moins de 60 kg libre                            | Compétition hommes    | Petite finale 1              | Kenichi Yumoto (JPN) 1 - 3PP Coleman Scott (USA)                              | [ 18 ]     |
| 18 h 30  |                       | Volley-ball Tournoi féminin                           | Compétition femmes    | Finale                       | Brésil 3 - 1 États-Unis                                                       | [ 19 ]     |
| 18 h 38  |                       | Lutte Moins de 60 kg libre                            | Compétition hommes    | Petite finale 2              | Yogeshwar Dutt (IND) 3PP - 1 Ri Jong-Myong (PRK)                              | [ 20 ]     |
| 18 h 45  |                       | Pentathlon moderne Épreuve combinée                   | Compétition hommes    | Finale                       | David Svoboda (CZE) · Cao Zhongrong (CHN) · Ádám Marosi (HUN)                 | [ 21 ]     |
| 18 h 46  |                       | Lutte Moins de 60 kg libre                            | Compétition hommes    | Finale                       | Toghrul Asgarov (AZE) 3PO - 0 Besik Kudukhov (RUS)                            | [ 22 ]     |
| 19 h 00  |                       | Athlétisme Saut en hauteur                            | Compétition femmes    | Finale                       | Anna Chicherova (RUS) · Brigetta Barrett (USA) · Svetlana Shkolina (RUS)      | [ 23 ]     |
| 19 h 05  |                       | Lutte Moins de 84 kg libre                            | Compétition hommes    | Petite finale 1              | Dato Marsagishvili (GEO) 3PP - 1 Soslan Gattsiev (BLR)                        | [ 24 ]     |
| 19 h 13  |                       | Lutte Moins de 84 kg libre                            | Compétition hommes    | Petite finale 2              | İbrahim Bölükbaşı (TUR) 1 - 3PP Ehsan Lashgari (IRI)                          | [ 25 ]     |
| 19 h 20  |                       | Athlétisme Lancer du javelot                          | Compétition hommes    | Finale                       | Keshorn Walcott (TRI) · Oleksandr Pyatnytsya (UKR) · Antti Ruuskanen (FIN)    | [ 26 ]     |
| 19 h 21  |                       | Lutte Moins de 84 kg libre                            | Compétition hommes    | Finale                       | Jaime Espinal (PUR) 1 - 3PP Sharif Sharifov (AZE)                             | [ 27 ]     |
| 19 h 30  |                       | Athlétisme 5 000 m                                    | Compétition hommes    | Finale                       | Mohamed Farah (GBR) · Dejen Gebremeskel (ETH) · Thomas Pkemei Longosiwa (KEN) | [ 28 ]     |
| 19 h 40  |                       | Lutte Moins de 120 kg libre                           | Compétition hommes    | Petite finale 1              | Komeil Ghasemi (IRI) 3PP - 1 Tervel Dlagnev (USA)                             | [ 29 ]     |
| 19 h 48  |                       | Lutte Moins de 120 kg libre                           | Compétition hommes    | Petite finale 2              | Shabanbay Daulet (KAZ) 1 - 3PP Bilyal Makhov (RUS)                            | [ 30 ]     |
| 19 h 56  |                       | Lutte Moins de 120 kg libre                           | Compétition hommes    | Finale                       | Artur Taymazov (UZB) 3PO - 0 Davit Modzmanashvili (GEO)                       | [ 31 ]     |
| 20 h 00  |                       | Athlétisme 800 m                                      | Compétition femmes    | Finale                       | Mariya Savinova (RUS) · Caster Semenya (RSA) · Ekaterina Poistogova (RUS)     | [ 32 ]     |
| 20 h 00  |                       | Hockey sur gazon Tournoi masculin                     | Compétition hommes    | Finale                       | Allemagne 2 - 1 Pays-Bas                                                      | [ 33 ]     |
| 20 h 25  |                       | Athlétisme Relais 4 × 400 m                           | Compétition femmes    | Finale                       | États-Unis · Russie · Jamaïque                                                | [ 34 ]     |
| 20 h 30  |                       | Handball Tournoi féminin                              | Compétition femmes    | Finale                       | Norvège 26 - 23 Monténégro                                                    | [ 35 ]     |
| 20 h 30  |                       | Plongeon Haut-vol à 10 mètres                         | Compétition hommes    | Finale                       | David Boudia (USA) · Qiu Bo (CHN) · Tom Daley (GBR)                           | [ 36 ]     |
| 20 h 32  |                       | Boxe Poids mi-mouches (-49 kg)                        | Compétition hommes    | Finale                       | Zou Shiming (CHN) 13 - 10 Kaeo Pongprayoon (THA)                              | [ 37 ]     |
| 20 h 52  |                       | Boxe Poids coqs (-56 kg)                              | Compétition hommes    | Finale                       | John Joe Nevin (IRL) 11 - 14 Luke Campbell (GBR)                              | [ 38 ]     |
| 21 h 00  |                       | Athlétisme Relais 4 × 100 m                           | Compétition hommes    | Finale                       | Jamaïque · États-Unis · Trinité-et-Tobago                                     | [ 39 ]     |
| 21 h 00  |                       | Basket-ball Tournoi féminin                           | Compétition femmes    | Finale                       | États-Unis 86 - 50 France                                                     | [ 40 ]     |
| 21 h 00  |                       | Taekwondo Poids lourd (+ de 67 kg)                    | Compétition femmes    | Petite finale 1              | Anastasia Baryshnikova (RUS) 7 - 6 SDP Lee In Jong (KOR)                      | [ 41 ]     |
| 21 h 15  |                       | Taekwondo Poids lourd (+ de 80 kg)                    | Compétition hommes    | Petite finale                | Daba Modibo Keita (MLI) (Abd) 0 - 0 Robelis Despaigne (CUB)                   | [ 42 ]     |
| 21 h 27  |                       | Boxe Poids super-légers (-64 kg)                      | Compétition hommes    | Finale                       | Roniel Iglesias (CUB) 22 - 15 Denys Berinchyk (UKR)                           | [ 43 ]     |
| 21 h 30  |                       | Taekwondo Poids lourd (+ de 67 kg)                    | Compétition femmes    | Petite finale 2              | María Espinoza (MEX) 4 - 2 PTF Glenhis Hernandez (CUB)                        | [ 44 ]     |
| 21 h 45  |                       | Taekwondo Poids lourd (+ de 80 kg)                    | Compétition hommes    | Petite finale 2              | Liu Xiaobo (CHN) 3 - 2 PTF Bahri Tanrıkulu (TUR)                              | [ 45 ]     |
| 22 h 02  |                       | Boxe Poids moyens (-75 kg)                            | Compétition hommes    | Finale                       | Esquiva Florentino (BRA) 13 - 14 Ryōta Murata (JPN)                           | [ 46 ]     |
| 22 h 15  |                       | Taekwondo Poids lourd (+ de 67 kg)                    | Compétition femmes    | Finale                       | Anne-Caroline Graffe (FRA) 7 - 9 PTF Milica Mandić (SRB)                      | [ 47 ]     |
| 22 h 30  |                       | Taekwondo Poids lourd (+ de 80 kg)                    | Compétition hommes    | Finale                       | Anthony Obame (GAB) 9 - 9 SUP Carlo Molfetta (ITA)                            | [ 48 ]     |
| 22 h 32  |                       | Boxe Poids lourds (-91 kg)                            | Compétition hommes    | Finale                       | Oleksandr Usyk (UKR) 14 - 11 Clemente Russo (ITA)                             | [ 49 ]     |

* Date du début estimée

## Tableaux des médailles
- Pays organisateur (Royaume-Uni)

| Rang  | Nation             | Or | Argent | Bronze | Total |
| ----- | ------------------ | -- | ------ | ------ | ----- |
| 1     | Russie             | 6  | 4      | 5      | 15    |
| 2     | États-Unis         | 3  | 3      | 2      | 8     |
| 3     | Grande-Bretagne    | 3  | 0      | 2      | 5     |
| 4     | Ukraine            | 2  | 3      | 0      | 5     |
| 5     | Azerbaïdjan        | 2  | 0      | 0      | 2     |
| 6     | Chine              | 1  | 2      | 3      | 6     |
| 7     | Brésil             | 1  | 2      | 0      | 3     |
| 7     | France             | 1  | 2      | 0      | 3     |
| 9     | Espagne            | 1  | 1      | 1      | 3     |
| 10    | Allemagne          | 1  | 1      | 0      | 2     |
| 10    | Italie             | 1  | 1      | 0      | 2     |
| 12    | Cuba               | 1  | 0      | 1      | 2     |
| 12    | Jamaïque           | 1  | 0      | 1      | 2     |
| 12    | Japon              | 1  | 0      | 1      | 2     |
| 12    | Mexique            | 1  | 0      | 1      | 2     |
| 12    | Trinité-et-Tobago  | 1  | 0      | 1      | 2     |
| 17    | Norvège            | 1  | 0      | 0      | 1     |
| 17    | Nouvelle-Zélande   | 1  | 0      | 0      | 1     |
| 17    | Ouzbékistan        | 1  | 0      | 0      | 1     |
| 17    | République tchèque | 1  | 0      | 0      | 1     |
| 17    | Serbie             | 1  | 0      | 0      | 1     |
| 22    | Australie          | 0  | 2      | 2      | 4     |
| 23    | Biélorussie        | 0  | 1      | 1      | 2     |
| 23    | Géorgie            | 0  | 1      | 1      | 2     |
| 25    | Afrique du Sud     | 0  | 1      | 0      | 1     |
| 25    | Éthiopie           | 0  | 1      | 0      | 1     |
| 25    | Gabon              | 0  | 1      | 0      | 1     |
| 25    | Irlande            | 0  | 1      | 0      | 1     |
| 25    | Lituanie           | 0  | 1      | 0      | 1     |
| 25    | Monténégro         | 0  | 1      | 0      | 1     |
| 25    | Pays-Bas           | 0  | 1      | 0      | 1     |
| 25    | Porto Rico         | 0  | 1      | 0      | 1     |
| 25    | Thaïlande          | 0  | 1      | 0      | 1     |
| 34    | Finlande           | 0  | 0      | 2      | 2     |
| 34    | Hongrie            | 0  | 0      | 2      | 2     |
| 34    | Iran               | 0  | 0      | 2      | 2     |
| 37    | Canada             | 0  | 0      | 1      | 1     |
| 37    | Inde               | 0  | 0      | 1      | 1     |
| 37    | Kenya              | 0  | 0      | 1      | 1     |
| Total | Total              | 32 | 32     | 31     | 95    |

| Rang  | Nation                 | Or  | Argent | Bronze | Total |
| ----- | ---------------------- | --- | ------ | ------ | ----- |
| 1     | États-Unis             | 44  | 29     | 29     | 102   |
| 2     | Chine                  | 38  | 27     | 22     | 87    |
| 3     | Grande-Bretagne        | 28  | 15     | 19     | 62    |
| 4     | Russie                 | 21  | 25     | 32     | 78    |
| 5     | Corée du Sud           | 13  | 7      | 7      | 27    |
| 6     | Allemagne              | 11  | 19     | 14     | 44    |
| 7     | France                 | 10  | 11     | 12     | 33    |
| 8     | Italie                 | 8   | 7      | 8      | 23    |
| 9     | Hongrie                | 8   | 4      | 5      | 17    |
| 10    | Australie              | 7   | 16     | 12     | 35    |
| 11    | Japon                  | 6   | 14     | 17     | 37    |
| 12    | Pays-Bas               | 6   | 6      | 8      | 20    |
| 13    | Kazakhstan             | 6   | 0      | 4      | 10    |
| 14    | Ukraine                | 5   | 4      | 9      | 18    |
| 15    | Nouvelle-Zélande       | 5   | 3      | 5      | 13    |
| 16    | Iran                   | 4   | 5      | 3      | 12    |
| 17    | Jamaïque               | 4   | 4      | 4      | 12    |
| 18    | Cuba                   | 4   | 3      | 5      | 12    |
| 19    | Corée du Nord          | 4   | 0      | 2      | 6     |
| 20    | Espagne                | 3   | 9      | 4      | 16    |
| 21    | Biélorussie            | 3   | 4      | 5      | 12    |
| 22    | Brésil                 | 3   | 4      | 8      | 15    |
| 23    | République tchèque     | 3   | 3      | 3      | 9     |
| 24    | Afrique du Sud         | 3   | 2      | 1      | 6     |
| 25    | Éthiopie               | 3   | 1      | 3      | 7     |
| 26    | Roumanie               | 2   | 5      | 2      | 9     |
| 27    | Danemark               | 2   | 4      | 3      | 9     |
| 28    | Kenya                  | 2   | 3      | 4      | 9     |
| 29    | Pologne                | 2   | 2      | 6      | 10    |
| 30    | Azerbaïdjan            | 2   | 2      | 5      | 9     |
| 31    | Turquie                | 2   | 2      | 1      | 5     |
| 32    | Croatie                | 2   | 1      | 1      | 4     |
| 32    | Norvège                | 2   | 1      | 1      | 4     |
| 34    | Suisse                 | 2   | 1      | 0      | 3     |
| 35    | Canada                 | 1   | 5      | 12     | 18    |
| 36    | Colombie               | 1   | 3      | 4      | 8     |
| 37    | Mexique                | 1   | 3      | 3      | 7     |
| 37    | Suède                  | 1   | 3      | 3      | 7     |
| 39    | Géorgie                | 1   | 3      | 2      | 6     |
| 40    | Irlande                | 1   | 1      | 3      | 5     |
| 41    | Argentine              | 1   | 1      | 2      | 4     |
| 41    | Lituanie               | 1   | 1      | 2      | 4     |
| 41    | Slovénie               | 1   | 1      | 2      | 4     |
| 44    | Serbie                 | 1   | 1      | 1      | 3     |
| 44    | Tunisie                | 1   | 1      | 1      | 3     |
| 46    | République dominicaine | 1   | 1      | 0      | 2     |
| 47    | Trinité-et-Tobago      | 1   | 0      | 3      | 4     |
| 47    | Ouzbékistan            | 1   | 0      | 3      | 4     |
| 49    | Lettonie               | 1   | 0      | 1      | 2     |
| 50    | Algérie                | 1   | 0      | 0      | 1     |
| 50    | Bahamas                | 1   | 0      | 0      | 1     |
| 50    | Grenade                | 1   | 0      | 0      | 1     |
| 50    | Venezuela              | 1   | 0      | 0      | 1     |
| 54    | Thaïlande              | 0   | 2      | 1      | 3     |
| 55    | Égypte                 | 0   | 2      | 0      | 2     |
| 56    | Inde                   | 0   | 1      | 4      | 5     |
| 57    | Mongolie               | 0   | 1      | 3      | 4     |
| 57    | Slovaquie              | 0   | 1      | 3      | 4     |
| 59    | Arménie                | 0   | 1      | 2      | 3     |
| 59    | Belgique               | 0   | 1      | 2      | 3     |
| 59    | Finlande               | 0   | 1      | 2      | 3     |
| 62    | Bulgarie               | 0   | 1      | 1      | 2     |
| 62    | Estonie                | 0   | 1      | 1      | 2     |
| 62    | Indonésie              | 0   | 1      | 1      | 2     |
| 62    | Malaisie               | 0   | 1      | 1      | 2     |
| 62    | Porto Rico             | 0   | 1      | 1      | 2     |
| 62    | Taipei chinois         | 0   | 1      | 1      | 2     |
| 68    | Botswana               | 0   | 1      | 0      | 1     |
| 68    | Chypre                 | 0   | 1      | 0      | 1     |
| 68    | Gabon                  | 0   | 1      | 0      | 1     |
| 68    | Guatemala              | 0   | 1      | 0      | 1     |
| 68    | Monténégro             | 0   | 1      | 0      | 1     |
| 68    | Portugal               | 0   | 1      | 0      | 1     |
| 74    | Grèce                  | 0   | 0      | 2      | 2     |
| 74    | Moldavie               | 0   | 0      | 2      | 2     |
| 74    | Qatar                  | 0   | 0      | 2      | 2     |
| 74    | Singapour              | 0   | 0      | 2      | 2     |
| 78    | Afghanistan            | 0   | 0      | 1      | 1     |
| 78    | Bahreïn                | 0   | 0      | 1      | 1     |
| 78    | Hong Kong              | 0   | 0      | 1      | 1     |
| 78    | Arabie saoudite        | 0   | 0      | 1      | 1     |
| 78    | Koweït                 | 0   | 0      | 1      | 1     |
| 78    | Maroc                  | 0   | 0      | 1      | 1     |
| 78    | Tadjikistan            | 0   | 0      | 1      | 1     |
| Total | Total                  | 287 | 289    | 344    | 920   |